# Pilar Castro

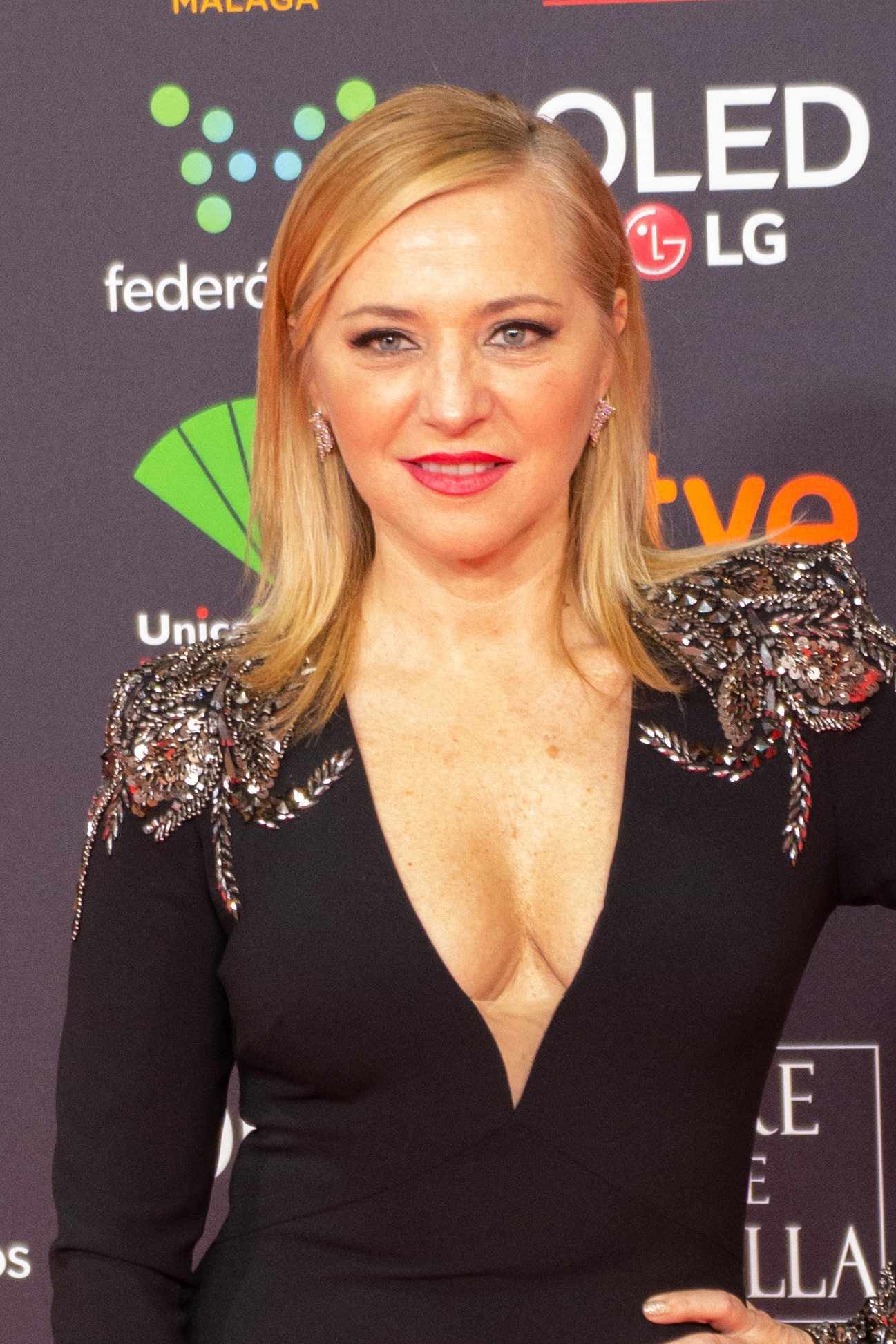
Pilar Castro, 2020

Pilar Castro Parrilla (* 12. Oktober 1970 in Madrid) ist eine spanische Schauspielerin.

## Leben
Pilar Castro wurde an der Schauspielschule von Cristina Rota ausgebildet. In den 1990er Jahren hatte sie ihre ersten Auftritte in Film und Fernsehen sowie im Theater. Für ihre Nebenrolle in der Komödie Gordos – die Gewichtigen (2009) wurde sie für einen Goya nominiert. Der Kurzfilm El premio mit ihr in der Hauptrolle wurde mehrfach ausgezeichnet.
2016 spielte sie in Julieta und ab 2018 in der Serie Ein unerlaubtes Leben sowie 2019 als „Helga Pato“ in Die obskuren Geschichten eines Zugreisenden.
Insgesamt wirkte sie an mehr als 70 Film- und Fernsehproduktionen mit.

## Filmografie (Auswahl)
- 1995: Treffpunkt Kronen-Bar (Historias del Kronen)
- 1996: Taxi
- 2000–2001: Al salir de clase (Fernsehserie, 118 Folgen)
- 2003: Días de fútbol
- 2004–2007: Los Serrano (Fernsehserie, 14 Folgen)
- 2005: Maneras de sobrevivir (Fernsehserie, 13 Folgen)
- 2007–2009: Cuestión de sexo (Fernsehserie, 35 Folgen)
- 2009: Gordos – die Gewichtigen (Gordos)
- 2010: El premio (Kurzfilm)
- 2015–2016: Olmos y Robles (Fernsehserie, 18 Folgen)
- 2016: Julieta
- 2018–2020: Ein unerlaubtes Leben (Vivir sin permiso, Fernsehserie, 20 Folgen)
- 2019: Die obskuren Geschichten eines Zugreisenden (Ventajas de viajar en tren)
- 2020: Jemand muss sterben (Alguien tiene que morir, Miniserie, 3 Folgen)
- 2020–2021: Señoras del (h)AMPA (Fernsehserie, 13 Folgen)
- 2021: Der beste Film aller Zeiten (Competencia oficial)
- 2021: Sin novedad (Fernsehserie, 6 Folgen)
- 2022: Through my Window – Ich sehe nur dich (A través de mi ventana)
- 2022: Piggy
- 2023: Du bist es (Eres tú)
- 2023: Through my Window – Über das Meer (A través del mar)
- 2023: Zorras (Fernsehserie, 8 Folgen)
- 2023: Mentiras pasajeras (Fernsehserie, 8 Folgen)
- 2024: Through my Window – Ich seh’ dich an (A través de tu mirada)
- 2024: Die letzte Nacht in Tremor (La última noche en Tremor, Fernsehserie, 8 Folgen)